# イサドラ・セルロ
イサドラ・セルロ(Isadora Cerullo、1991年3月24日 - ）は、ブラジルの女子ラグビー選手。

## プロフィール
- アメリカ合衆国出身[1]。
- 身長 158cm、体重 58kg

## 略歴
2016年、リオ五輪の7人制女子ブラジル代表に選ばれた。
そして2021年、東京五輪の7人制女子ブラジル代表に選ばれた。

## エピソード
リオ五輪の表彰式でパートナーの女性からプロポーズされた。